# Heptabrachia canadensis
Heptabrachia canadensis är en ringmaskart som beskrevs av Ivanov 1962. Heptabrachia canadensis ingår i släktet Heptabrachia och familjen skäggmaskar. Inga underarter finns listade i Catalogue of Life.